# Iskra slavljanske slobode
Iskra slavljanske slobode je bio list Hrvata u Argentini.
Prvi je broj izašao 1883. godine. Izlazio je u Buenos Airesu.